# Tarifvertrag für Auszubildende der Länder in Pflegeberufen
| Basisdaten                                               | Basisdaten                                                 |
| -------------------------------------------------------- | ---------------------------------------------------------- |
| Titel:                                                   | Tarifvertrag für Auszubildende der Länder in Pflegeberufen |
| Abkürzung:                                               | TVA-L Pflege                                               |
| Unterzeichnung:                                          | 12. Oktober 2006                                           |
| Inkrafttreten:                                           | 1. November 2006                                           |
| Letzte Änderung durch: 1)                                | Tarifeinigung 10. März 2011                                |
| Inkrafttreten der letzten Änderung: 1)                   | 1. November 2006                                           |
| 1) Bitte beachten Sie den Hinweis zur geltenden Fassung! |                                                            |

Der Tarifvertrag für Auszubildende der Länder in Pflegeberufen – (TVA-L Pflege)
ist ein inhaltlich weitgehend mit dem Tarifvertrag für Auszubildende des öffentlichen Dienstes (TVAöD) identischer Tarifvertrag für Auszubildende in den Landesverwaltungen in Deutschland mit Ausnahme von Berlin und Hessen, die jeweils eigene Tarifverträge abgeschlossen haben.
Für Auszubildende der Länder in Berufen nach dem Berufsbildungsgesetz gibt es eine abweichende Fassung des Tarifvertrages, den
Tarifvertrag für Auszubildende der Länder in Ausbildungsberufen nach dem Berufsbildungsgesetz (TVA-L BBiG).